# Дослідження виконавства
Студії виконавства – це міждисциплінарна академічна галузь, яка вивчає розвиток виконавських навичок та використовує виконавство як лінзу та інструмент дослідження світу. Термін «виконання» (перформанс) є доволі широким та охоплює художні та естетичні вистави (концерти, театральні дійства та перформативне мистецтво); спортивні події; соціальні, політичні та релігійні події (обряди, церемонії, проголошення та громадські постанови); деякі форми мовлення; та ті складові ідентичності, які потребують вираження, а не лише поняттєвого існування. Виконавські студії черпають свої теорії та методи із різних галузей: виконавських мистецтв, антропології, соціології, літературної теорії, культурології, комунікації та інших.
Вивчення виконавства зазвичай відбувається з комбінуванням різних методів дослідження. Застосування методів дослідження, що орієнтовані на практику або засновані на практиці, стало поширеним явищем у світі, й не лише в англомовному середовищі. Таким чином, дослідницькі проєкти поєднують усталені методи, такі як літературознавство та усна історія, з практикою виконавства, тобто художніми автоетнографічними підходами та вербалізованим театром. Матеріали проєкту «Практика як дослідження у сфері перформансу» (PARIP), спеціалізованого дослідницького проєкту, що проводився в Брістольському університеті з 2001 до 2006 року, містять низку надихаючих статей та описів таких дослідницьких проєктів. Брістольське дослідження стало ключовим для розвитку використання творчого мислення в цій галузі.

## Походження та основні концепти
Дослідження у сфері виконавського мистецтва доволі недавно виділились у окрему дисципліну. Саме через це, а також через специфіку і своєрідну природу галузі, її наразі ще складно зафіксувати в академічних нормах. Зважаючи на це, чимало науковців висловлювали критику щодо її нестабільності. Поза тим, існує безліч навчальних програм, що надають ступені в цій галузі, й запроваджуються в університетські курси. Деякі дослідники вважають її «міждисциплінарною» або «постдисциплінарною».
Вчені сучасної галузі виконавського мистецтва можуть відслідковувати коріння цієї науки в інших численних сферах: ораторському та театральному мистецтві, тлумаченні, антропології та вербальної комунікації. За словами Діани Тайлор, «їх об'єднує спільний об'єкт вивчення: виконавство – у найширшому можливому розумінні – як процес, практика та епістема, модель трансмісії, акт виконання та інтервенції у світ».
Річард Шехнер стверджує, що дослідження виконавства розглядає акт виконання у двох категоріях, перша з яких – художнє виконавство, визначене та трактоване як мистецтво. У цю категорію входять: сольне виконавство, перформативне мистецтво, літературне виконавство, театральний сторітелінг, п'єси та перформативна поезія. Художнє виконавство розглядає перформанс як мистецький акт. Друга ж категорія – культурне виконавство – ті події, що відбуваються у повсякденному житті, і в яких проявляються та зберігаються цінності нематеріальної культури: ритуали (паради, релігійні обряди, громадські свята), сторітелінг на злобу дня, виконавство у ракурсі соціальної чи професійної ролі, а також в індивідуальному ракурсі відповідно до раси, гендеру, сексуальної та класової належності – всі вони розглядаються як форма культурного виконавства.

### Ораторське мистецтво
Виконавське мистецтво простягає одні з найдавніших своїх коренів у ораторське мистецтво, яке ще іноді називають декламацією. У ранніх своїх формах публічне ораторство фокусувалося на дикції, жестах, позиції, тоні та навіть одязі. Відродження його практик у XVIII ст., також відоме як Ораторський Рух, сприяло формуванню ораторства (елоквенції) як самостійної академічної дисципліни. Одним з провідних діячів Ораторського Руху був актор і вчений Томас Шерідан. Лекції Шерідана про мистецтво ораторства, зібрані в "Лекціях з елоквенції" (1762) та його "Лекціях із читання" (1775), містили поради для маркування та виразного читання літературних текстів. Інший актор, Джон Уокер, опублікував свою двотомну працю "Елементи елоквенції" у 1781 році, де містились детальні інструкції з контролю голосу, жестів, вимови та інтонації.
Ораторський Рух отримав поширення більшою мірою на Заході: школи та відділи елоквенції й ораторського мистецтва з'являлися по всій Англії та Сполучених Штатах протягом XVIII та XIX століть. Найбільш значущою для сучасних виконавських студій є Школа Ораторського мистецтва Північно-Західного університету, заснована в 1894 році Робертом Макліном Камноком, що базувалася на принципах елоквенції та комунікативної освіти. Школа Ораторського мистецтва мала свій Відділ Інтерпретації, який фокусувався на літературознавстві та мистецтві інтерпретації як засобі розуміння літератури та її оживлення через усне прочитання. У 1984 році Відділ Інтерпретації був перейменований у Відділ Виконавства задля вивчення більш широкого поля текстів.

### Усне викладання літератури
У літературній галузі Воллес Бекон (1914–2001) вважався першоформувачем теорії виконавства. Бекон навчав, що виконання літератури є найвищим актом смиренності. У своїй дефініції теорії виконавства він зазначив: "Ми є посередниками у взаємодії між читачами та текстами, яка збагачує, розширює, уточнює і (так) змінює внутрішнє та навіть зовнішнє життя студентів [і виконавців, і аудиторію] силою текстів" (Література у виконавстві, Том 5, № 1, 1984; с. 84).
Крім того, праця Роберта Бріна «Камерний театр» є наріжним каменем у галузі інсценізації наративних текстів, хоча його твердження щодо місця наративних деталей у камерних постановках залишаються суперечливими. Брін також багатьма дослідниками вважається теоретиком-засновником цієї дисципліни, разом із її прихильницею Луїзою Розенблатт. Зовсім недавно теоретикиня перформансу та письменниця Барбара Браунінг припустила, що сама наративна художня література, а особливо роман, вимагає перформативної участі від читача.

### Театр і антропологія
Дослідження виконавства у театральному та антропологічному аспекті можна співставити з науковою співпрацею режисера Річарда Шехнера та антрополога Віктора Тернера. Науковці акцентують на суті перформансу як перебуванню "між театром і антропологією" та часто підкреслюють важливість міжкультурних перформативних взаємодій як альтернативи традиційному театру або традиційному антропологічному польовому дослідженню.
Науковець Дуайт Конкергуд долучився до розвитку однієї з галузей етнографії виконавства, та звертав увагу на політичну природу практикування тих чи інших виконань, виступав за методологічний діалогізм, опираючись на досвід звітування за практичні дослідження.
Барбара Кіршенблатт-Гімблетт зробила свій внесок у вивчення туристичних перформансів та етнографічного шоуменства, Джадд Кейс почав вивчати виконавство за допомогою та через призму медіа та релігії,  Діана Тейлор долучила західний підхід та погляд на латиноамериканську перформативну культуру та теоретизувала відносини між архівними матеріалами й виконавчим репертуаром, Корінн Кратц натомість розробила модель виконавського аналізу, з акцентом на роль мультимедійної комунікації в перформативній культурі. Лорі Фредерік вважає важливим етнографічне дослідження та міцну теоретичну базу в антропологічних вивченнях.

### Теорія мовлення та виконавства
Інше бачення джерел виконавства можемо віднайти у теорії мовлення, яку розвивали філософи Дж. Л. Остін та Джудіт Батлер, а також літературні критики Ів Кософскі Седжвік і Шошана Фелман. Теорія, запропонована Остіном у його праці "Слово як дія", стверджує, що "сказати щось - це зробити щось, або кажучи щось, ми щось робимо, а також уже сказане означає, що ми щось зробили".  Найілюстративнішим прикладом цього принципу є вербальна згода на шлюб, що англійською мовою звучить “I do” ("Я роблю"). Згідно з Остіном, для того, щоб будь-які з цих виконавських висловлювань були релевантними, вони повинні бути правдивими, а також відповідними та традиційними, визнаними суспільними авторитетами: священиком, суддею або вченим, наприклад. Можливу нерелевантність таких висловлювань Остін пояснює тим, що "завжди виникають складні або виняткові випадки, де ніщо з досвіду звичних процедур не вирішить проблеми остаточно, і загалом невідомо чи така процедура правильно застосована до конкретного випадку, чи ні".  Можливість нерелевантності у виконавських висловлюваннях (вчинених мовою та тілом), розглядається філософинею Дж. Батлер і розуміється як "політична обіцянка перформативу".  Її аргумент полягає в тому, що через те, що виконавському висловлюванню потрібно підтримувати конвенційну владу, сама ж конвенція повинна бути повторюваною, і в процесі повторення вона може бути  використана несанкціонованим чином - це здатне видозмінити майбутнє, відповідно до вчинку. До прикладу, вона наводить  слова Рози Паркс:
Коли Роза Паркс сіла спереду в автобусі, вона не мала жодного попереднього права на це, гарантованого будь-якими... традиціями Півдня. І все ж, претендуючи на право, для якого вона не мала попередньої авторизації, вона надала певну владу цьому актові, і розпочала повстанський процес свердління установлених кодів легітимності. 
Питання невдалих висловлювань (помилок) також взято на увагу Шошаною Фельман, коли вона заявляє, що "Невдалість, або невдача, не є для Остіна випадковістю виконавчого, вона є властивою йому, необхідною для нього. Іншими словами ... Остін уявляє невдачу не як зовнішню, а як внутрішню до обіцянки, як те, що фактично її складає".

### Інші галузі
Студії виконавства також мають тісний зв'язок з галузями фемінізму,  психоаналізу, критичної теорії расизму та квір-теорії. Такі теоретики, як Пеггі Фелан, Хосе Естебан Муньос, Е. Патрік Джонсон, Ребекка Шнайдер та Андре Лепекі, також мали великий вплив як у студіях виконавства, так і в цих пов'язаних галузях.

## Академічні програми
Дослідження виконавства охоплює теорії драматургії, танцю, мистецтва, антропології, фольклористики, філософії, культурології, психології, соціології, порівняльного літературознавства, комунікаційних досліджень і, все частіше, музичного виконавства.
Перший академічний факультет під назвою «Дослідження виконавства» розпочав свою роботу в Нью-Йоркському університеті в 1980 році. Невдовзі після цього, у 1984 році, Північно-Західний університет перейменував свій давній факультет інтерпретації на «Кафедру досліджень виконавства», що відображало їх розширену дефініцію тексту та перформансу. Загалом, відмінності між моделями Нью-Йоркського університету та Північно-Західного університету в тому, що вони фокусуються на різних дисциплінарних питаннях, проте у обох випадках акцент на практику призвів до формування дослідницьких методологій та теорій, суміжних із театром чи літературою у відношенні до виконання або як інструменту розуміння виконавства. Більш детальну інформацію про походження та дисциплінарні особливості науки про виконавство, можна знайти у книзі Шеннона Джексона «Визнання перформансу», а також  у вступному розділі книги Натана Стакі та Сінтії Віммер «Дослідження викладання перформансу».
У Сполучених Штатах міждисциплінарна та багатопрофільна галузь набула поширення у Колумбійському університеті, Браунівському університеті, Каліфорнійському університеті у Лос-Анджелесі, Університеті Каліфорнії та Індіанському університеті у Берклі та в інших університетах. Програми бакалаврату та магістратури пропонуються в Техаському університеті в Остіні, Програмі культури та виконавства Каліфорнійського університету в Лос-Анджелесі, Каліфорнійському університеті в Девісі, Каліфорнійському університеті в Ірвайні, Університеті штату Кеннесо, Університеті штату Луїзіана, Університеті Південного Іллінойсу в Карбондейлі, Каліфорнійському державному університеті в Нортріджі, Університеті штату Сан-Хосе, Університеті Сан-Дієго, Університеті Меріленду, Університеті Північної Кароліни в Чапел-Гілл та Вашингтонському університеті в Сент-Луїсі. Кафедра виконавських студій Техаського університету унікальна тим, що має також музичні і театральні програми з отриманням відповідного ступеню.
У Великій Британії Аберіствітський університет пропонує програму навчання з перформансу з такими відомими артистами, як Майк Пірсон, Хайке Ромс та Джилл Грінхолг. Університет Рогемптона в Лондоні пропонує ступінь бакалавра з драматургії, театру та виконавських студій. Річмондський університет у Лондоні також пропонує ступінь бакалавра з виконавського та театрального мистецтва. Плімутський університет пропонує бакалаврську програму з театру та виконавства з початку 1990-х років; його програма післядипломних досліджень (ResM та MPhil/PhD) спеціалізується на дослідженні виконавства. Університет Воріка також пропонує ступінь бакалавра з театральних та виконавських досліджень, окрім ведення програм післядипломної освіти. Зовсім недавно Школа акторської майстерності Гілдфорда почала пропонувати ступінь бакалавра з театру та виконавства. В рамках консерваторії, курс зосереджується на практичному дослідженні виконавства з сильним акцентом на ідеї практики як дослідження. Програму очолила докторка Лаура Калл, засновниця нині багатонаціонального Центру філософії перформансу; нового напрямку досліджень перформансу, який намагається розвивати взаємозв'язок між філософією та виконавством.
У Данії Роскілльський університет пропонує ступінь магістра та доктора філософії з «дизайну перформансів», зосереджуючись на таких предметах, як театральні вистави, жива музика, фестивалі та міські перформанси.
У Німеччині Гамбурзький університет пропонує магістерську програму з досліджень виконавства в центрі досліджень виконавства, яким керує Габріеле Кляйн. Центр досліджень виконавства в Бременському університеті пропонує сертифікат з досліджень виконавства, зосереджений на поєднанні академічних та мистецьких досліджень у рамках виконавських проєктів.
У Польщі Ягеллонський університет у Кракові пропонує магістерську програму з виконавських студій на факультеті польської мови та літератури.
В Індії Університет Джавахарлала Неру пропонує програми магістратури та докторантури з театру та виконавських досліджень у Школі мистецтв та естетики. З 2012 року Школа культури та творчих виразів Університету Амбедкара в Делі започаткувала магістерську програму з досліджень перформансу, яка зосереджена на переосмисленні методологій культурологічних досліджень на основі нюансів досліджень перформансу. Він розробляє перший у країні ступінь доктора філософії, що базується на практиці, та активно працює у сфері практики як дослідження. Аналогічним чином, Центр досліджень перформансу та культурних студій у Південній Азії (CPRACSIS) у Кералі протягом останніх кількох років організував серію семінарів та воркшопів, щоб залучити науковців, митців та практиків до дискусії, заснованої на дослідженнях перформансу.
В Австралії Сіднейський університет, Вікторійський університет та Квінслендський технологічний університет пропонують ступені за спеціальністю «Дослідження виконавської майстерності», з відзнакою, магістерські та докторські ступені. У деяких країнах дослідження виконавського мистецтва також є курсом рівня A (AS та A2), що полягає в інтеграції окремих форм мистецтва танцю, музики та драми у виконавське мистецтво.
У Бразилії Федеральний університет Гояса у 2012 році розпочав міждисциплінарну програму (магістерську) з культурних перформансів, першу в латиноамериканській країні. Мета цієї програми — проаналізувати «ритуали, ігри, вистави, драму, танець» з міжкультурної точки зору.

## Зовнішні посилання
- Академічні програми, інститути, центри, професійні асоціації з досліджень перформансу
- Півсферичний інститут продуктивності та політики
- Дослідження продуктивності. Організація
- «Огляд драми» – Нью-Йоркський університет
- Огляд жінок та їхньої ефективності
- Культурні вистави – Бразилія
- Дослідження виконавства Гамбург
- Дослідження виконавства, Каліфорнійський університет у Девісі
- Дослідження виконавства Бремен
- Філософія перформансу
- Каліфорнійський університет: Програма культури та виконавства
- Техаський університет в Остіні
- Вашингтонський університет у Сент-Луїсі
- Каліфорнійський університет в Ірвайні: Програма культури та виконавства